# Sayed Ali Bechir
Sayed Ali Baba Bechir (ur. 6 września 1982) – katarski piłkarz występujący na pozycji napastnika w klubie Al-Rajjan.

## Kariera piłkarska
Sayed Ali Bechir jest wychowankiem klubu Al-Arabi. W tym zespole grał od sezonu 2003/2004 do 2008/2009. Od sezonu 2009/2010 jest piłkarzem Al-Rajjan – drużyny grającej w Q-League.
Ali Bechir jest także reprezentantem Kataru. W drużynie narodowej zadebiutował w 2001 roku, w wieku 19 lat. Zdobył również kilkanaście bramek na międzynarodowych boiskach. Został również powołany na Puchar Azji 2007, gdzie jego drużyna zajęła ostatnie miejsce w grupie. On wystąpił w jednym meczu tej fazy rozgrywek: z Wietnamem (1:1).